# Oxira dewitzi
Oxira dewitzi là một loài bướm đêm trong họ Noctuidae.